# Willie deWit
Willie DeWit (* 13. Juni 1961 in Three Hills, Alberta) ist ein ehemaliger kanadischer Boxer.

## Karriere

### Amateur
1981 wurde DeWit erstmals kanadischer Meister im Schwergewicht (+81 kg) und kämpfte in einen seiner ersten internationalen Einsätze gegen den Meister der DDR Jürgen Fanghänel, welchen er jedoch verlor. Ebenfalls 1982 gewann er die kanadischen Meisterschaften im neu eingerichteten Superschwergewicht (+91 kg). Bei den Weltmeisterschaften 1982 schlug DeWitt Klaus-Dieter Schmid, DDR, musste sich jedoch im Viertelfinale Peter Hussing, Deutschland, geschlagen geben. Noch im selben Jahr gewann er die Commonwealth-Spiele.
1983 wechselte DeWit wieder ins Schwergewicht (-91 kg) und errang den kanadischen Meistertitel in dieser Gewichtsklasse. Im gleichen Jahr gewann er auch die nordamerikanischen Meisterschaften und schlug bei einem Länderkampf Henry Tillman durch K. o. in der ersten Runde. Dasselbe gelang ihm auch bei einem Turnier 1984.
DeWit startete 1984 bei den Olympischen Sommerspielen und kam dort mit einem Halbfinalsieg über Arnold Vanderlyde, Niederlande (3:2), in das Finale, in welchem er wieder auf Henry Tillman traf. Diesmal musste er sich dem US-Amerikaner geschlagen geben. Somit konnte er die olympische Silbermedaille im Schwergewicht mit nach Hause nehmen.

### Profi
Als Profi musste Dewit in seinem dritten Kampf zum ersten Mal zu Boden. In diesem Kampf konnte er allerdings nach sechs Runden noch ein Unentschieden erreichen. In seinem zwölften Profikampf gewann er schließlich den kanadischen Schwergewichtstitel, welchen er bis zum Ende seiner Karriere innehalten sollte. In seinem sechzehnten Kampf erlitt er gegen den US-Amerikaner Bert Cooper die einzige Niederlage in seiner Profikarriere. In diesem Kampf musste er in den ersten beiden Runden jeweils zweimal zu Boden, bevor der Ringrichter den Kampf schließlich abbrach. Anschließend stieg er noch sechsmal in den Ring und beendete schließlich nach einem Sieg gegen seinen ehemaligen Amateurgegner Henry Tillman seine Profikarriere.